# Hideo Shinojima
Hideo Shinojima (Prefettura di Tochigi, 21 gennaio 1910 – 11 gennaio 1975) è stato un calciatore giapponese, di ruolo attaccante.